# Eupithecia tomillata
Eupithecia tomillata là một loài bướm đêm trong họ Geometridae.